# Réserve écologique Samuel-Brisson
La réserve écologique Samuel-Brisson est située sur le flanc nord du mont Mégantic. Elle est adjacente au parc national du Mont-Mégantic. Cette réserve a pour fonction de protéger un échantillon représentatif des hauts sommets des Appalaches. La végétation est divisée en trois strates (feuillue, mixte et résineuse), selon l'altitude y variant de 400 à 900 m.  Une partie de la réserve est reconnu comme zone importante pour la conservation des oiseaux.

## Toponymie
Le nom de la réserve rend hommage à Samuel Brisson (1918-1982) botaniste et naturaliste.  Il collabora à l'herbier Rolland-Germain de l'université de Sherbrooke, qui grâce à son ajout de 20 000 et 30 000 plantes, devint sous sa gouverne le 3e au Québec,.

## Faune
Les sommets de plus de 900 m sont reconnus comme lieux de nidification de la Grive de Bicknell.